# 喬雷韋科山
17°7′33″S 70°5′50″W / 17.12583°S 70.09722°W

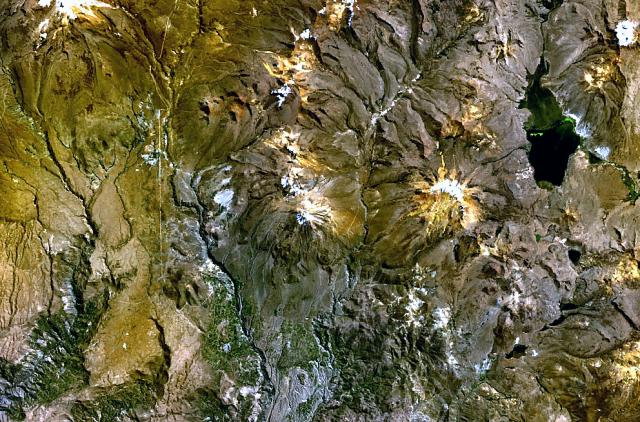

喬雷韋科山（Choreveco），是秘魯的山峰，位於該國南部，處於尤卡馬內火山東北面，西面是奇阿爾哈克山，東面是維拉科塔湖，海拔高度約5,000米。